# IC 2688
IC 2688 је двојна звијезда у сазвјежђу Лав која се налази на листи објеката дубоког неба у Индекс каталогу.
Деклинација објекта је + 13° 29' 25" а ректасцензија 11h 17m 18,0s.